# Tengiz Sulakwelidze
Tengiz Sulakwelidze (gruz. თენგიზ სულაქველიძე, ros. Тенгиз Григорьевич Сулаквелидзе, Tiengiz Grigorjewicz Sułakwielidze; ur. 23 lipca 1956) – gruziński piłkarz, grający na pozycji obrońcy, reprezentant Związku Radzieckiego, Wicemistrz Europy w 1988, brązowy medalista Igrzysk Olimpijskich w 1980, trener piłkarski.

## Kariera
Przez nieomal całą karierę zawodniczą związany był z drużynami z rodzinnej Gruzji. Jego pierwszym klubem było Torpedo Kutaisi, z którym grał w radzieckiej pierwszej lidze – bezpośrednim zapleczu ekstraklasy. Do najwyższej klasy rozgrywkowej trafił w 1978 jako zawodnik najbardziej znanego zespołu z Gruzji – Dinama Tbilisi. Już w pierwszym sezonie występów w drużynie ze stolicy Gruzińskiej SRR świętował zdobycie Mistrzostwa ZSRR. Rok później sięgnął po Puchar ZSRR, zaś w 1981 zdobył Puchar Zdobywców Pucharów.
Przez kilka lat cieszył się zaufaniem kolejnych selekcjonerów radzieckiej reprezentacji. W Sbornej debiutował 26 marca 1980. W tym samym roku zdobył brązowy medal na igrzyskach w Moskwie, a dwa lata później wystąpił na Mistrzostwach Świata w Hiszpanii. Kolejnym i zarazem ostatnim międzynarodowym turniejem w jego karierze były Mistrzostwa Europy w 1988, gdzie radziecka drużyna zajęła drugie miejsce. 15 lipca 1988 w rozgrywanym na tym turnieju meczu z Irlandią po raz ostatni reprezentował barwy Związku Radzieckiego. Ogółem zagrał 49 razy w Sbornej, strzelając 2 bramki.
Karierę kończył w 1989 jako zawodnik szwedzkiej drużyny IFK Holmsund, a w 1991 powrócił do Gruzji, gdzie do dziś pracuje jako trener.